# Тисамен (сын Ферсандра)
Тисаме́н (др.-греч. Τισαμενός) — персонаж древнегреческой мифологии. Царь Фив. Сын Ферсандра и Демонассы, дочери Амфиарая. Был малолетним во время похода на Трою. Отец Автесиона.